# بيكو-8
بيكو-8 (بالإنجليزية: PICO-8) عبارة عن آلة افتراضية ومحرك ألعاب تم إنشاؤه بواسطة ليكسالوفل للالعاب. لتعمل كوحدة ألعاب فيديو خيالية تحاكي القدرات الرسومية والصوتية المحدودة لأنظمة 8 بت من الثمانينيات. والهدف من ذلك هو تشجيع الإبداع والبراعة في إنتاج الألعاب دون إغراق الإمكانيات العديدة للأدوات والآلات الحديثة. يسمح هذا التصميم أيضًا لألعاب بيكو-8 أن يكون لها شكل ومضمون مألوفان.
يتم تنفيذ الترميز على بيكو-8 من خلال بيئة تعتمد على Lua ، حيث يمكن للمستخدمين إنشاء الموسيقى والمؤثرات الصوتية والعفاريت والخرائط والألعاب.
يمكن للمستخدمين تصدير ألعابهم كألعاب ويب إتش تي إم إل 5 أو تحميل إبداعاتهم إلى نظام لوحة البيانات الرسمي لشركة ليكسالوفل حيث يمكن للمستخدمين الآخرين تشغيل الألعاب في متصفح الويب وعرض الكود المصدري. يمكن أيضًا تصدير ألعاب بيكو-8 كبرامج قابلة للتنفيذ، والتي ستعمل على ويندوز أو ماك أو إس أو لينكس. وتشمل الألعاب المعروفة التي تم إصدارها للنظام، الإصدار الأصلي من لعبة سيليست، والذي تم إنشاؤه في أربعة أيام كجزء من ازدحام اللعبة.

## تطوير
بدأ بيكو-8 كمترجم بيسيك على غرار بي بي سي بيزيك يعرف باسم LEX500.

## التبني

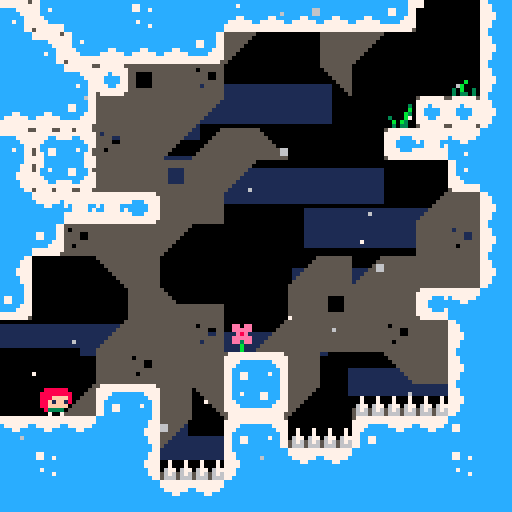
لقطة شاشة للعبة

جذب إصدار بيكو-8 انتباه المبرمجين ومطوري ألعاب الفيديو الذين استمتعوا بالتحدي المتمثل في التطوير في ظل تلك القيود، ودفعوا إلى تطوير محركات ألعاب مماثلة مع قيود مقصودة على الطراز القديم. يطلق على هذه المحركات الآن اسم «وحدات التحكم الخيالية»، استنادًا إلى تعريف المصطلح على موقع بيكو-8 على الويب، وتقريباً تحاكي القيود الصارمة لوحدات التحكم في الألعاب وأجهزة الكمبيوتر القديمة. من بينها تيك-80، الذي يظهر نفسه على أنه «كمبيوتر خيالي» و رؤية البكسل 8، والذي يتيح للمستخدم تحديد قيود الأجهزة المحاكاة التي يرغبون في تطويرها بناء عليه. تطور تطوير وحدة التحكم الخيالية، وتطورت الألعاب الخاصة بها، إلى مجتمع فرعي مخصص، شبه للهواة حصراً، لتطوير الألعاب وبرمجتها.
شهد بيكو-8 أيضًا اهتمامًا بين الديموسين، نظرًا لقيوده الصارمة التي تجذب المبرمجين والموسيقيين الذين يرغبون في عمل عروض توضيحية على الطراز القديم لوحدة التحكم.

## روابط خارجية
- الموقع الرسمي
- PICO-8 and the Search for Cosy Design Spaces: a عرض بواسطة Joseph White, بيكو-8 صانع